# L'Homme-singe
Pour l’article homonyme, voir Homme-singe.
Série
Return of the Ape Man (en)
(1944)
Pour plus de détails, voir Fiche technique et Distribution.
L'Homme-singe (titre original : The Ape Man) est un film américain réalisé par William Beaudine, sorti en 1943.

## Synopsis
Entreprenant des expériences scientifiques étranges, le Dr James Brewster (Bela Lugosi), aidé par son collègue le Dr Randall (Henry Hall), est parvenu à se transformer en homme-singe. Cherchant désespérément un traitement curatif, Brewster croit qu'une injection de fluide spinal humain récent sera efficace. Mais Randall refusant de l'aider, il incombe à Brewster et à son gorille captif de trouver les donateurs appropriés.

## Fiche technique
- Titre original : The Ape Man
- Réalisation : William Beaudine
- Scénario : Barney A. Sarecky, d'après l'histoire They Creep in the Dark de Karl Brown
- Production : Jack Dietz et Sam Katzman
- Musique : Edward J. Kay
- Photographie : Mack Stengler
- Montage : Carl Pierson
- Décors : Dave Milton
- Costumes : Inconnu
- Pays d'origine : États-Unis
- Format : Noir et blanc - 1,37:1 - Mono - 35 mm
- Genre : Horreur, science-fiction
- Durée : 64 minutes
- Date de sortie : 5 mars 1943

## Distribution
- Bela Lugosi : Dr. James Brewster
- Louise Currie : Billie Mason
- Wallace Ford : Jeff Carter
- Henry Hall : Dr. George Randall
- Minerva Urecal : Agatha Brewster
- Emil Van Horn : The Ape

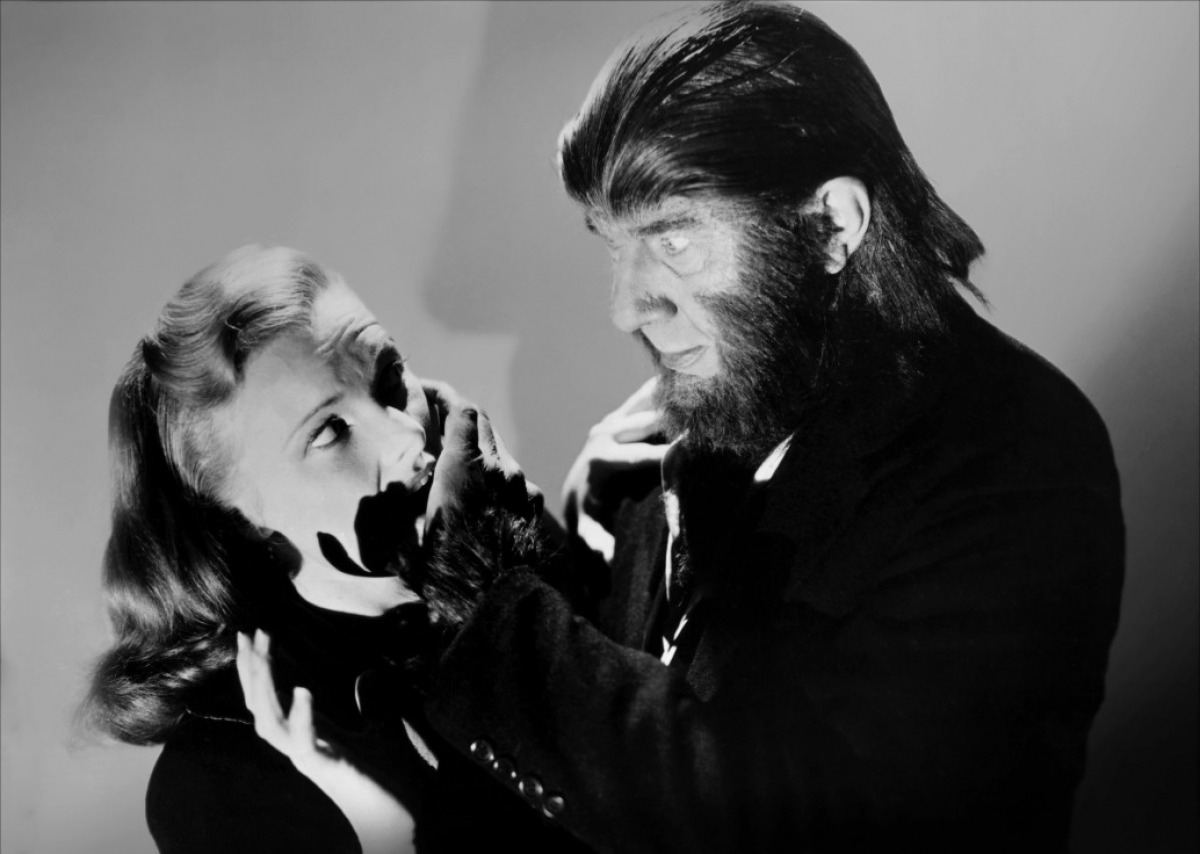
Louise Currie et Béla Lugosi

- J. Farrell MacDonald : Police Capt. O'Brien (as J. Farrel MacDonald)
- Wheeler Oakman : Det. Brady
- Ralph Littlefield : Zippo
- Jack Mulhall : Reporter
- Charles Jordan : Det. O'Toole
- Charlie Hall : Barney, le photographe

## Production

### Tournage
Le film a été tourné en 19 jours, du 16 décembre 1942 à janvier 1943.

## Autour du film
- Ce film a fait l'objet d'une suite : Return of the Ape Man (en) en 1944, réalisé par Phil Rosen, avec Bela Lugosi, John Carradine, Frank Moran et George Zucco.